# Olympische Sommerspiele 2024/Teilnehmer (Slowakei)
| Gelbes Symbol für Goldmedaillen mit stilisierten Olympischen Ringen | Graues Symbol für Silbermedaillen mit stilisierten Olympischen Ringen | Braundes Symbol für Bronzemedaillen mit stilisierten Olympischen Ringen |
| ------------------------------------------------------------------- | --------------------------------------------------------------------- | ----------------------------------------------------------------------- |
| —                                                                   | —                                                                     | 1                                                                       |

Die Slowakei nahm an den Olympischen Spielen 2024 vom 26. Juli bis zum 11. August 2024 in Paris teil. Es war die insgesamt achte Teilnahme an Olympischen Sommerspielen.

## Teilnehmer nach Sportarten

### Bogenschießen
Beim finalen Qualifikationsturnier in Antalya konnte ein Startplatz für den Einzelwettbewerb der Frauen gewonnen werden.
| Athleten         | Wettbewerb | Qualifikation | Qualifikation | 1. Runde   | 1. Runde | 2. Runde      | 2. Runde      | Achtelfinale  | Achtelfinale  | Viertelfinale | Viertelfinale | Halbfinale    | Halbfinale    | Finale / Platz 3 | Finale / Platz 3 | Rang |
| Athleten         | Wettbewerb | Ringe         | Rang          | Gegner     | Ergebnis | Gegner        | Ergebnis      | Gegner        | Ergebnis      | Gegner        | Ergebnis      | Gegner        | Ergebnis      | Gegner           | Ergebnis         | Rang |
| ---------------- | ---------- | ------------- | ------------- | ---------- | -------- | ------------- | ------------- | ------------- | ------------- | ------------- | ------------- | ------------- | ------------- | ---------------- | ---------------- | ---- |
| Frauen           |            |               |               |            |          |               |               |               |               |               |               |               |               |                  |                  |      |
| Denisa Baránková | Einzel     | 636           | 48            | A. Cordeau | 3:7      | ausgeschieden | ausgeschieden | ausgeschieden | ausgeschieden | ausgeschieden | ausgeschieden | ausgeschieden | ausgeschieden | ausgeschieden    | ausgeschieden    | 33   |

### Boxen
Beim zweiten internationalen Qualifikationsturnier in Bangkok gewann Jessica Triebeľová einen Startplatz für die Olympischen Spiele.
| Athleten           | Wettbewerb       | 1. Runde    | 1. Runde | Achtelfinale  | Achtelfinale  | Viertelfinale | Viertelfinale | Halbfinale    | Halbfinale    | Finale        | Finale        | Rang |
| Athleten           | Wettbewerb       | Gegner      | Ergebnis | Gegner        | Ergebnis      | Gegner        | Ergebnis      | Gegner        | Ergebnis      | Gegner        | Ergebnis      | Rang |
| ------------------ | ---------------- | ----------- | -------- | ------------- | ------------- | ------------- | ------------- | ------------- | ------------- | ------------- | ------------- | ---- |
| Frauen             |                  |             |          |               |               |               |               |               |               |               |               |      |
| Jessica Triebeľová | Klasse bis 66 kg | A. Panguana | 0:5      | ausgeschieden | ausgeschieden | ausgeschieden | ausgeschieden | ausgeschieden | ausgeschieden | ausgeschieden | ausgeschieden | 17   |

### Judo
Über die IJF-Weltrangliste konnte sich ein slowakischer Judoka im Schwergewicht der Männer qualifizieren.
| Athleten     | Wettbewerb         | 1. Runde    | 1. Runde | 2. Runde   | 2. Runde | Achtelfinale  | Achtelfinale  | Viertelfinale | Viertelfinale | Halbfinale / Trostrunde | Halbfinale / Trostrunde | Finale / Platz 3 | Finale / Platz 3 | Rang |
| Athleten     | Wettbewerb         | Gegner      | Ergebnis | Gegner     | Ergebnis | Gegner        | Ergebnis      | Gegner        | Ergebnis      | Gegner                  | Ergebnis                | Gegner           | Ergebnis         | Rang |
| ------------ | ------------------ | ----------- | -------- | ---------- | -------- | ------------- | ------------- | ------------- | ------------- | ----------------------- | ----------------------- | ---------------- | ---------------- | ---- |
| Männer       |                    |             |          |            |          |               |               |               |               |                         |                         |                  |                  |      |
| Márius Fízeľ | Klasse über 100 kg | G. Takayawa | 10:0     | A. Yusupov | 0:10     | ausgeschieden | ausgeschieden | ausgeschieden | ausgeschieden | ausgeschieden           | ausgeschieden           | ausgeschieden    | ausgeschieden    | 9    |

### Kanu
Die slowakischen Slalomkanuten hatten bei den Weltmeisterschaften 2023 Quotenplätze für alle Wettbewerbe erreichen können.

#### Kanuslalom
| Athleten         | Wettbewerb | Vorlauf  | Vorlauf | Halbfinale | Halbfinale | Finale   | Finale | Rang   |
| Athleten         | Wettbewerb | Zeit     | Rang    | Zeit       | Rang       | Zeit     | Rang   | Rang   |
| ---------------- | ---------- | -------- | ------- | ---------- | ---------- | -------- | ------ | ------ |
| Frauen           |            |          |         |            |            |          |        |        |
| Zuzana Paňková   | C1         | 103,27 s | 4       | 115,59 s   | 9          | 111,07 s | 4      | 4      |
| Eliška Mintálová | K1         | 95,67 s  | 9       | 103,07 s   | 9          | 102,98 s | 9      | 9      |
| Männer           |            |          |         |            |            |          |        |        |
| Matej Beňuš      | C1         | 94,91 s  | 11      | 102,59 s   | 11         | 97,03 s  | 3      | Bronze |
| Jakub Grigar     | K1         | 87,10 s  | 9       | 92,00 s    | 5          | 90,21 s  | 6      | 6      |

Boater-Cross
| Frauen           |          |         |    |   |   |               |               |               |               |    |
| Eliška Mintálová | K1 Cross | 75,26 s | 20 | 2 | — | 4             | ausgeschieden | ausgeschieden | ausgeschieden | 27 |
| Zuzana Paňková   | K1 Cross | 79,36 s | 30 | 3 | 3 | ausgeschieden | ausgeschieden | ausgeschieden | ausgeschieden | 35 |
| Männer           |          |         |    |   |   |               |               |               |               |    |
| Matej Beňuš      | K1 Cross | 73,54 s | 23 | 3 | 3 | ausgeschieden | ausgeschieden | ausgeschieden | ausgeschieden | 34 |
| Jakub Grigar     | K1 Cross | 71,18 s | 19 | 2 | — | 2             | 2             | 3             | B-Finale: 2   | 6  |

### Leichtathletik
Die Olympianormen des Weltverbandes konnten zwei slowakische Leichtathletinnen erreichen.
Laufen und Gehen
| Athleten                     | Wettbewerb     | Vorlauf     | Vorlauf | Hoffnungslauf | Hoffnungslauf | Halbfinale    | Halbfinale    | Finale        | Finale        | Rang          |
| Athleten                     | Wettbewerb     | Zeit        | Rang    | Zeit          | Rang          | Zeit          | Rang          | Zeit          | Rang          | Rang          |
| ---------------------------- | -------------- | ----------- | ------- | ------------- | ------------- | ------------- | ------------- | ------------- | ------------- | ------------- |
| Frauen                       |                |             |         |               |               |               |               |               |               |               |
| Viktória Forster             | 100 m          | 11,44 s     | 6       | ausgeschieden | ausgeschieden | ausgeschieden | ausgeschieden | ausgeschieden | ausgeschieden | ausgeschieden |
| Gabriela Gajanová            | 800 m          | 2:00,29 min | 2       | ―             | ―             | 1:58,22 min   | 11            | ausgeschieden | ausgeschieden | ausgeschieden |
| Viktória Forster             | 100 m Hürden   | 13,08 s     | 6       | 12,88 s       | 3             | ausgeschieden | ausgeschieden | ausgeschieden | ausgeschieden | ausgeschieden |
| Mária Czaková                | 20 km Gehen    | —           | —       | —             | —             | —             | —             | 1:34:46 h     | 34            | 34            |
| Hana Burzalová               | 20 km Gehen    | —           | —       | —             | —             | —             | —             | 1:36:12 h     | 37            | 37            |
| Männer                       |                |             |         |               |               |               |               |               |               |               |
| Dominik Černý                | 20 km Gehen    | —           | —       | —             | —             | —             | —             | 1:23:25 h     | 34            | 34            |
| Mixed                        |                |             |         |               |               |               |               |               |               |               |
| Hana Burzalová Dominik Černý | Marathon Gehen | —           | —       | —             | —             | —             | —             | 3:03:54 h     | 18            | 18            |

### Radsport
Über die UCI-Straßen-Weltrangliste nach Nationen stand der Slowakei je ein Startplatz in den Straßenrennen der Männer und Frauen zu.

#### Straße
| Athleten       | Wettbewerb       | Zeit         | Rang |
| -------------- | ---------------- | ------------ | ---- |
| Frauen         |                  |              |      |
| Nora Jenčušová | Straßenrennen    | 4:10:47 h    | 71   |
| Nora Jenčušová | Einzelzeitfahren | 44:22,30 min | 25   |
| Männer         |                  |              |      |
| Lukáš Kubiš    | Straßenrennen    | 6:23:16 h    | 29   |

### Ringen
Bei der letzten Möglichkeit, dem finalen Qualifikationsturnier in Istanbul, konnte sich die Slowakei in einer Gewichtsklasse qualifizieren.

#### Freier Stil
Legende: G = Gewonnen, V = Verloren, S = Schultersieg
| Athleten            | Wettbewerb       | Achtelfinale | Achtelfinale | Viertelfinale | Viertelfinale | Halbfinale    | Halbfinale    | Hoffnungsrunde Halbfinale | Hoffnungsrunde Halbfinale | Hoffnungsrunde Finale | Hoffnungsrunde Finale | Finale        | Finale        | Rang |
| Athleten            | Wettbewerb       | Gegner       | Ergebnis     | Gegner        | Ergebnis      | Gegner        | Ergebnis      | Gegner                    | Ergebnis                  | Gegner                | Ergebnis              | Gegner        | Ergebnis      | Rang |
| ------------------- | ---------------- | ------------ | ------------ | ------------- | ------------- | ------------- | ------------- | ------------------------- | ------------------------- | --------------------- | --------------------- | ------------- | ------------- | ---- |
| Männer              |                  |              |              |               |               |               |               |                           |                           |                       |                       |               |               |      |
| Taimuras Salkasanow | Klasse bis 74 kg | R. Zhamalov  | V 3:11       | ausgeschieden | ausgeschieden | ausgeschieden | ausgeschieden | M. Kadsimahamedau         | V 6:6                     | ausgeschieden         | ausgeschieden         | ausgeschieden | ausgeschieden | 10   |

### Schießen
Im noch bis zum 9. Juni 2024 laufenden Qualifikationszeitraum konnten bisher sechs Quotenplätze erreicht werden.
| Athleten                 | Wettbewerb                                 | Qualifikation   | Qualifikation | Finale          | Finale        |
| Athleten                 | Wettbewerb                                 | Ringe/ Scheiben | Rang          | Ringe/ Scheiben | Rang          |
| ------------------------ | ------------------------------------------ | --------------- | ------------- | --------------- | ------------- |
| Frauen                   |                                            |                 |               |                 |               |
| Vanesa Hocková           | Skeet                                      | 121             | 4             | 34              | 4             |
| Danka Barteková          | Skeet                                      | 120             | 6             | 17              | 6             |
| Zuzana Rehák-Štefečeková | Trap                                       | 117             | 12            | ausgeschieden   | ausgeschieden |
| Männer                   |                                            |                 |               |                 |               |
| Juraj Tužinský           | 10 m Luftpistole                           | 571             | 25            | ausgeschieden   | ausgeschieden |
| Patrik Jány              | 50 m Kleinkalibergewehr Dreistellungskampf | 589             | 10            | ausgeschieden   | ausgeschieden |
| Patrik Jány              | 10 m Luftgewehr                            | 628,0           | 20            | ausgeschieden   | ausgeschieden |
| Marián Kovačócy          | Trap                                       | 117             | 26            | ausgeschieden   | ausgeschieden |

### Schwimmen
| Athleten       | Wettbewerb    | Vorlauf     | Vorlauf | Halbfinale    | Halbfinale    | Finale        | Finale        | Rang |
| Athleten       | Wettbewerb    | Zeit        | Rang    | Zeit          | Rang          | Zeit          | Rang          | Rang |
| -------------- | ------------- | ----------- | ------- | ------------- | ------------- | ------------- | ------------- | ---- |
| Frauen         |               |             |         |               |               |               |               |      |
| Tamara Potocká | 200 m Lagen   | 2:14,20 min | 23      | ausgeschieden | ausgeschieden | ausgeschieden | ausgeschieden | 23   |
| Männer         |               |             |         |               |               |               |               |      |
| Matej Duša     | 50 m Freistil | 22,64 s     | 39      | ausgeschieden | ausgeschieden | ausgeschieden | ausgeschieden | 39   |

### Segeln
Bei der Last Chance Regatta konnte ein Quotenplatz im Windsurfen der Männer erreicht werden.
| Athleten     | Wettbewerb        | Qualifikation | Qualifikation | Medal Race    | Medal Race    | Punkte | Rang |
| Athleten     | Wettbewerb        | Punkte        | Rang          | Punkte        | Rang          | Punkte | Rang |
| ------------ | ----------------- | ------------- | ------------- | ------------- | ------------- | ------ | ---- |
| Männer       |                   |               |               |               |               |        |      |
| Robert Kubín | Windsurfen iQFoiL | 198           | 23            | ausgeschieden | ausgeschieden | 198    | 23   |

### Skateboard
Über die olympische Qualifikationsrangliste konnte sich mit Richard Tury ein slowakischer Skateboarder im Streetwettbewerb für Paris qualifizieren. Damit nimmt die Slowakei erstmals in ihrer olympischen Geschichte an den Skateboardwettbewerben teil.
| Athleten     | Wettbewerb | Qualifikation | Qualifikation | Finale | Finale | Rang |
| Athleten     | Wettbewerb | Punkte        | Rang          | Punkte | Rang   | Rang |
| ------------ | ---------- | ------------- | ------------- | ------ | ------ | ---- |
| Männer       |            |               |               |        |        |      |
| Richard Tury | Street     | 257,99        | 8             | 273,98 | 5      | 5    |

### Tennis
Über die WTA-Rangliste qualifizierte sich Anna Karolína Schmiedlová für den im Stade Roland Garros ausgetragenen Einzelwettbewerb der Frauen.
| Athleten                  | Wettbewerb | 1. Runde   | 1. Runde | 2. Runde       | 2. Runde | Achtelfinale | Achtelfinale  | Viertelfinale | Viertelfinale | Halbfinale | Halbfinale | Finale / Platz 3 | Finale / Platz 3 | Rang |
| Athleten                  | Wettbewerb | Gegner     | Ergebnis | Gegner         | Ergebnis | Gegner       | Ergebnis      | Gegner        | Ergebnis      | Gegner     | Ergebnis   | Gegner           | Ergebnis         | Rang |
| ------------------------- | ---------- | ---------- | -------- | -------------- | -------- | ------------ | ------------- | ------------- | ------------- | ---------- | ---------- | ---------------- | ---------------- | ---- |
| Frauen                    |            |            |          |                |          |              |               |               |               |            |            |                  |                  |      |
| Anna Karolína Schmiedlová | Einzel     | K. Boulter | 6:4, 6:2 | B. Haddad Maia | 6:4, 6:4 | J. Paolini   | 7:5, 3:6, 7:5 | B. Krejčíková | 6:4, 6:2      | D. Vekić   | 4:6, 0:6   | I. Świątek       | 2:6, 1:6         | 4    |

### Tischtennis
Über das europäische Qualifikationsturnier in Sarajevo konnte sich Wang Yang für seine dritten Olympischen Spiele qualifizieren.
| Athleten  | Wettbewerb | 1. Runde | 1. Runde | 2. Runde | 2. Runde | 3. Runde      | 3. Runde      | Achtelfinale  | Achtelfinale  | Viertelfinale | Viertelfinale | Halbfinale    | Halbfinale    | Finale / Platz 3 | Finale / Platz 3 | Rang |
| Athleten  | Wettbewerb | Gegner   | Erg.     | Gegner   | Erg.     | Gegner        | Erg.          | Gegner        | Erg.          | Gegner        | Erg.          | Gegner        | Erg.          | Gegner           | Erg.             | Rang |
| --------- | ---------- | -------- | -------- | -------- | -------- | ------------- | ------------- | ------------- | ------------- | ------------- | ------------- | ------------- | ------------- | ---------------- | ---------------- | ---- |
| Männer    |            |          |          |          |          |               |               |               |               |               |               |               |               |                  |                  |      |
| Wang Yang | Einzel     | Freilos  | Freilos  | Wang C.  | 1:4      | ausgeschieden | ausgeschieden | ausgeschieden | ausgeschieden | ausgeschieden | ausgeschieden | ausgeschieden | ausgeschieden | ausgeschieden    | ausgeschieden    | 33   |